# Базира Пайгам
Басира Пайгам (родилась в 1997 или в 1998 году) — афганская ЛГБТ-активистка.

## Ранний период жизни
Пайгам родом из провинции Саманган.

## Активизм
В 2015 году Пайгам начала анонимно использовать социальные сети, чтобы общаться с другими ЛГБТ-персонами Афганистана. В 2016 году она специально для ЛГБТ-афганцев создала группу в Facebook. В 2018 году Пайгам и некоторые из её коллег-активистов организовали встречи сообщества в Кабуле, а также организовали взаимопомощь для других афганцев из сообщества ЛГБТ. В это время Пайгам также под псевдонимом общалась с международными группами и журналистами о своей жизни как представительницы ЛГБТ-сообщества, живущей в Афганистане. Она также приобрела известность на родине как активистка движения за права женщин.
В 2020 году Пайгам стала свидетельницей нападения Талибана на офис Управления национальной безопасности в Самангане.
В 2021 году, через несколько дней после того, как Талибан пришел к власти, Пайгам начала получать угрожающие телефонные звонки с неизвестных номеров, а в её квартире был произведен обыск. В октябре 2021 года она получила визу для въезда в Пакистан, а оттуда бежала в Ирландию. Пайгам была признана Би-би-си одной из 100 самых влиятельных женщин года; в то время она жила в ирландском лагере беженцев.
Пайгам была основной докладчицей на конференции «Рождённые с гордостью» Фонда Фридриха Науманна за свободу в 2022 году. В 2023 году она стала стипендиатом Outright International по правам человека и религии ООН.

## Личная жизнь
Пайгам — лесбиянка. По её словам, её семья не поддерживает её сексуальную ориентацию.